# Eduard Gerhardt

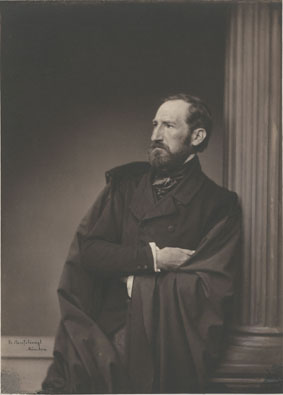
Eduard Gerhardt

Eduard Gerhardt (* 29. April 1813 in Erfurt; † 6. März 1888 in München) war ein deutscher Maler, Zeichner, Grafiker, Lithograf und Architekt.

## Leben und Wirken

### Werdegang
Gerhardt betrieb viele Jahre nach entsprechender Ausbildung die Lithografie, sowie Architekturdarstellung als Zeichner und Stecher, ging 1832 nach Köln zu Gebr. Kehr & Niessen und danach zu Gottfried Semper nach Dresden, um Architektur zu studieren, jedoch ohne Abschluss. 1837 wandte er sich nach München und widmete sich der (Öl-)Malerei, speziell von Architekturbildern, wobei er weiterhin Stadtveduten und Architekturansichten lithografierte.

### Studienreisen
In den Jahren von 1841 bis 1845 unternahm er mehrfach Studienreisen nach Oberitalien, besonders nach Venedig. Dort arbeitete er gemeinsam mit seinem Freund Friedrich von Nerly und schuf Ansichten von Venedig. Gerhardt hatte bei Ausstellungen in München (1845) und Berlin (1847) großen Erfolg. Dabei beeindruckte eine Serie von Ansichten der Markuskirche in Venedig König Wilhelm IV. von Preußen so sehr, dass er ihm Aufenthalte in Spanien (u. a. Valencia, Grenada und Gibraltar) und Portugal ermöglichte. Dort machte sich Gerhardt mit Friedrich Gärtner, Fritz Bamberger und Egron Lundgren bekannt, mit denen er auch zusammenarbeitete.
Einige Zeit ist er für Ferdinand II. Prinzenerzieher am königlichen Hof in Lissabon gewesen, bevor er 1851/52 nach München zurückkehrte.

### Arbeiten

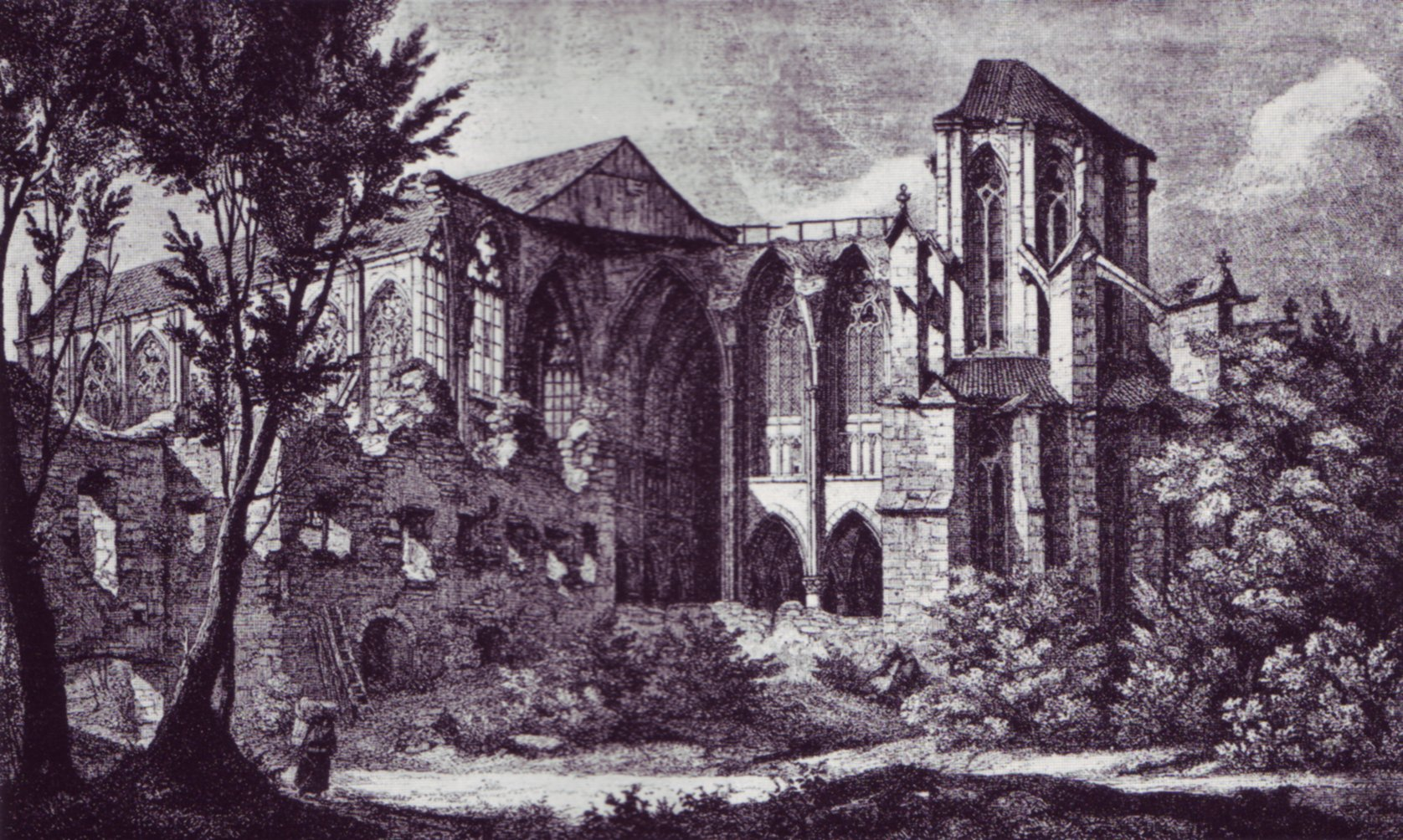
Altenberg, ehemalige Abteikirche, Radierung von Eduard Gerhardt, 1834

1834 schuf Gerhardt die Radierung Abtei von Altenberg am Rhein; es folgten Zeichnungen von Sakralbauten und andere Architekturabbildungen aus Köln und aus dem Rheinland.
Andere Künstler arbeiteten Lithografien und Stiche nach seinen Vorlagen, so beispielsweise in Maximilian Benno Peter von Chlingenspergs Das Königreich Bayern (Verlag Georg Franz, München 1846).
Während des Spanienaufenthaltes entstanden Arbeiten u. a. für Eugenie von Frankreich (Aquarell Der Saal der zwei Schwestern), den Herzog von Montpensier und Prinz Albert von Großbritannien (Aquarelle Das kgl. Schloß von Pena, Portugal, Sevilla, Die Giralda, Granada, Der Löwenhof der Alhambra, Granada, Der Generalife).

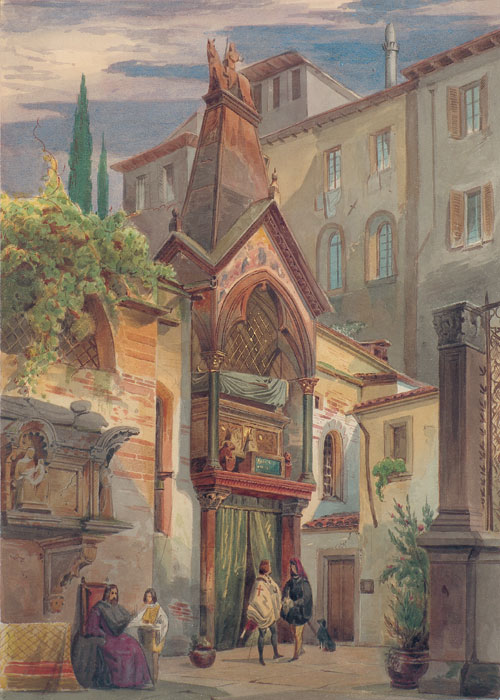
Eduard Gerhardt: Ansicht der Scaliger-Gräber in Verona, um 1845

Der preußische König erwarb 52 Aquarelle (Ansichten aus Spanien und Portugal), König Ludwig I. von Bayern kaufte drei Gemälde für die Neue Pinakothek und der Zarenhof 36 große Aquarelle (Ansichten aus Venedig und Spanien; Verbleib unbekannt). Zwölf seiner Hauptwerke (Aquarelle aus Spanien und Portugal) waren im Besitz der Königin Olga von Württemberg und wurden 1970 in Bern versteigert. Graf Adolf Friedrich von Schack kaufte fünf Gemälde (maurische Bauten in Granada) und beschäftigte Gerhardt auch als Architekten, der 1862 das erste Galeriegebäude der Sammlung Schack entwarf.
Heute besitzen u. a. Museen in Berlin (Kupferstichkabinett und Schloss Charlottenburg), Erfurt (Angermuseum), London (Royal Collection), Lübeck (Behnhaus/Drägerhaus), Magdeburg (Graphische Sammlung), München (Neue Pinakothek, Sammlung Schack, Staatliche Graphische Sammlung München), Potsdam (Neues Palais) und Weimar (Graphische Sammlung Klassik Stiftung Weimar) Werke von Eduard Gerhardts Hand.

### Rezeption und zeitgenössische Einschätzung
Mit den aufgrund umfassender Ausbildung technisch gut gearbeiteten und wegen Ortskenntnis und eigener (aber auch fremder) In-situ-Vorlagen gelungenen Arbeiten traf Gerhardt überaus erfolgreich den Geschmack der Zeit. Romantisierende Darstellungen, (architektonische) Detailtreue und Nacht- und Beleuchtungseffekte zeichnen seine Werke darüber hinaus aus.
Auch in Meyers Konversationslexikon wird Gerhardt 1887 positiv beurteilt:

„Mehrmalige Reisen und längerer Aufenthalt in Italien, Spanien und Portugal veranlaßten ihn, insbesondere die Architekturmalerei zu kultivieren und zu diesem Zweck namentlich die ältern Bauwerke jener Länder zu studieren, die er in überaus malerischen Bildern teils in Aquarell, teils in Öl darstellt. Mit diesen Bauwerken weiß er sowohl das Landschaftliche als die Figurenstaffage stets in harmonischer Weise zu verbinden und zu einem poetischen Ganzen zu gestalten, ohne durch brillante Färbung imponieren zu wollen. Am vollkommensten ist er in den Charakter der maurischen Architektur eingedrungen, was seine Aquarelle aus der Alhambra, aus San Ildefonso, der Inquisitionspalast in Cordova (1863), die Carmokirche in Lissabon, die Kirchen San Marco und Maria della Salute in Venedig sowie seine Ölbilder: die nördliche Ansicht der Alhambra, die Mondnacht in einer spanischen Stadt, der Löwenhof der Alhambra u. a. beweisen.“

## Werke (Auswahl)
Sammlung Schack, München

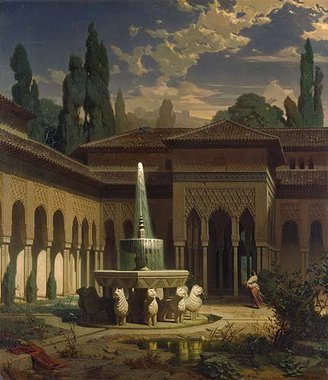
Der Löwenhof der Alhambra ist charakteristisch für das Spätwerk und zeigt exemplarisch: Spanien. Ortskenntnis. Technisch gut gearbeitet. Romantisierende Darstellung (Person/Kostüm/Tuch). Architektonische Detailtreue. Lichtspiel

- Das Weintor in Granada, 1856, Öl auf Leinwand[10]
- Der Löwenhof der Alhambra, 1860, Öl auf Leinwand[10]
- Das Generalife bei Granada, 1862, Öl auf Leinwand[10]
- Der ehemalige Palazzo Moro in Venedig, 1863, Öl auf Leinwand[10]
- Der Palazzo Vendramin bei Nacht, um 1863, Öl auf Leinwand[10]
- Ansicht des Comares-Turmes auf der Alhambra, 1869, Öl auf Leinwand[10]

Angermuseum, Erfurt
- Englischer Friedhof bei Lissabon, 1879, Öl auf Leinwand[11]
- Stelldichein in Granada, 1881, Öl auf Leinwand[11]
- 20 Aquarelle und Zeichnungen span./portug. Motive[11]
- zwei Blätter Erfurter Dom[11]
- Lithographien von Stadtansichten und Architektur[11]

Behnhaus/Drägerhaus, Lübeck
- Die Markuskirche in Venedig[12], um 1840, Aquarell

Klassikstiftung, Weimar
- Das Kloster Maulbronn (Innenansicht des Kreuzganges und der Gewölbehalle)[13], 1840, Graphit, grau und braun laviert

Royal Collection, London
- Das königliche Schloss von Pena, Portugal, um 1851[14]
- Der Löwenhof in der Alhambra, 1852[15]
- Die Giralda in Sevilla, 1852[16]
- Das Generalife bei Grenada, 1852[17]

Weitere Werke
- Der Inquisitionspalast in Cordoba (Ankauf 1857 durch Ludwig I.; Verbleib unbekannt)
- Der Löwenhof der Alhambra (Ankauf 1861 durch Ludwig I.; Wittelsbacher Ausgleichsfonds)
- Das Innere der Markuskirche (Ankauf 1864 durch Ludwig I.; Verbleib unbekannt)
- Haus der Familie Moro-Othello in Venedig, Bleistift/Aquarell auf Papier, 1867, versteigert 2006[18], Privatsammlung
- Ansicht der Scaliger-Gräber in Verona (1845) Aquarell, versteigert, vermutlich Privatsammlung.
- Die Carmokirche in Lissabon
- Die Kirchen San Marco und Maria della Salute in Venedig
- San Marco, Venedig (1864)
- Die nördliche Ansicht der Alhambra
- Die Mondnacht in einer spanischen Stadt
- Die Alhambra bei Mondlicht
- Aus der Alhambra
- Aus San Ildefonso

## Ausstellungen
Zu Lebzeiten reichte Gerhardt mehrfach Werke zu Kunstvereinsausstellungen ein; u. a.
- 1843 an den Kunstverein Köln: Das Innere des Münsters zu Ulm
- 1866 an den Kunstverein Oldenburg: Alhambra von Norden gesehen
- 1869 erfolgte eine Ausstellung seiner Aquarelle im königlichen Schloß in Berlin.
- 2004 zeigte das Angermuseum in Erfurt die Ausstellung Zwei Maler aus Erfurt sehen Italien. Landschaften und Studien von Friedrich Nerly und Eduard Gerhardt (ohne Katalog)
- 2010/2011 wurden in Karlsruhe[19] und 2011 in Paderborn in der Ausstellung Venedigbilder in der deutschen Kunst des 19. Jahrhunderts Werke von Gerhardt gezeigt.

## Ehrungen
- 1852: Roter Adlerorden 4. Klasse durch Friedrich Wilhelm IV. nach Rückkehr aus Spanien
- 1860: Porträtbüste im Auftrage Ludwig I. durch Johann von Halbig